# Лило, Гордон Дарси
Гордон Дарси Лило (англ. Gordon Darcy Lilo; род. 28 августа 1965, Гхатере, Коломбангара, Западная провинция, Соломоновы Острова) — государственный и политический деятель, член парламента Соломоновых Островов, премьер-министр Соломоновых Островов с 16 ноября 2011 года.

## Биография

### Молодые годы и образование
Гордон Дарси Лило родился 28 августа 1965 года в селе Гхатере на острове Коломбангара. Окончил экономический факультет Австралийского национального университета, после чего получил степень магистра в области развития и управления Кроуфордской школы публичной политики. Позже, Лило получил диплом аспиранта и бакалавра экономики Университета Папуа — Новой Гвинеи

### Карьера
До прихода в политику, Лило занимал пост постоянного секретаря министерств финансов и по вопросам окружающей среды. 5 декабря 2001 года Лило был избран в парламент от избирательного округа, включающего Гизо, Коломбангару и Западную провинцию. Затем он переизбирался 5 апреля 2006 года и 4 августа 2010 года. Лило занимал пост министра финансов с мая 2006 по 8 ноября 2007 года, министра юстиции и правовых вопросов с 8 ноября по 10 ноября 2007 года, министра охраны окружающей среды с 22 декабря 2007 по 22 апреля 2010 года. 30 августа 2010 года Лило был назначен на пост министра финонсов.
10 ноября 2011 года премьер-министр Соломоновых Островов Дэнни Филип уволил Лило с поста министра финансов, после чего он обвинил Филипа в злоупотреблении своими полномочиями и хищении из фонда национального развития 10 миллионов долларов США, выделенным правительством Тайваня. 11 ноября Дэнни Филип добровольно ушёл в отставку, не дожидаясь вынесения вотума недоверия.

### Пост премьер-министра
16 ноября 2011 года Лило стал премьер-министром Соломоновых Островов, получив 29 из 49 голосов членов парламента и победив трех других кандидатов. Во время голосования, несколько сотен протестующих в знак протеста против избрания Лило, собрались перед зданием парламента и начали швырять камни в полицейских, после чего демонстрация была разогнана. Лило был официально объявлен победителем генерал-губернатором Фрэнком Кабуи, и через несколько часов принёс присягу перед ним. После избрания, Лило как член Национальной коалиции за реформы и прогресс, взял на себя руководство партией.
18 ноября Лило провел переговоры с послом США на Соломоновых Островах Тедди Тейлором.
23 ноября Лило закончил формирование правительства, восстановив на своих должностях почти всех министров прежнего кабинета, за единственным исключением: Рик Хоу был назначен министром финансов, а Манассех Маеланга — заместителем премьер-министра и министром внутренних дел.
21 августа 2012 года Лило вместе со своей женой Бронвин посетил Австралию, где в Национальном дендрарии Канберры посадил дерево под названием Casuarina cunninghamiana
29 апреля 2013 года Комиссия правды и примирения выпустила официальный доклад о причинах и итогах восстания, в котором были рассмотрены многочисленные нарушения прав человека, включающие всебя более 200 убийств, похищений и незаконных задержаний, пыток и других видов жестокого обращения, в частности сексуальное насилие, нарушение имущественных прав и насильственное перемещение. Доклад был выпущен вопреки желанию Лило, сказавшего, что он может вновь инициировать конфликт на почве этнической напряженности
23 августа 2013 года Лило прибыл в Австралию из Индонезии для посещения мемориала в Бандаберге, посвященного жертвам вербовки жителей островов Тихого океана для работы в Австралии в 1847—1904 годах. В зоне таможенного контроля аэропорта Брисбена его попросили пройти дополнительный досмотр, а одна из сотрудниц службы безопасности попыталась произвести личный обыск Лило. Позже, он отметил, что «это произошло уже после того, как я прошел стандартный досмотр. Сотрудники моего протокола были вынуждены отреагировать и сказать представителям иммиграционной службы в Брисбене, что они пытаются обыскать премьер-министра, и что такой обыск возмутителен». Представитель Министерства иностранных дел Австралии принесла извинения правительству Соломоновых Островов, а высокий комиссар Австралии на Соломоновых Островах Мэтт Андерсон сказал, что «правительство Австралии очень серьезно относится к своим обязательствам и обязанностям по международным и внутренним законам защищать высокопоставленных иностранцев от оскорблений или умаления их достоинства. Австралия придает огромное значение отношениям с Соломоновыми Островами и твердо привержена развитию тесных государственных, экономических и гуманитарных связей».
С 23 июля по 27 июля 2014 года Лило находился с государственным визитом на Кубе, где открыл посольство своей страны в Гаване, возложил венок к мемориалу Хосе Марти, а также посетил Дом Азии и провёл переговоры с председателем Государственного совета Раулем Кастро.